# Tim Cremers
Tim Cremers is een personage uit de Vlaamse televisieserie Thuis. Hij werd oorspronkelijk gespeeld door Jeroen Lenaerts, die de rol op zich nam vanaf aflevering 2469 op 13 november 2008 tot en met aflevering 2646 op 19 oktober 2009. Na een korte onderbreking keerde het personage terug op 19 februari 2010 en is sindsdien een vast onderdeel van de serie gebleven.
Daarnaast verscheen Tim Cremers ook in de film F.C. De Kampioenen 3: Kampioenen Forever uit 2017, waarin hij een agent speelt samen met collega Raf Jansen.
In 2024 werd een jonge versie van Tim Cremers vertolkt door Dries Van Cauwenbergh in een flashbackscène in aflevering 5759 van seizoen 30 van Thuis .
Tim Cremers heeft samen met zijn vrouw Sam De Witte 'An Vanderstighelen' een dochter Hannah. Sam stierf in seizoen 30 waardoor Tim als alleenstaande vader voor zijn dochter moet zorgen, die ook nog eens leukemie heeft.

## Familie en liefdesleven
Tim is de zoon van Lieven Cremers en heeft een oudere zus, Lyn Cremers, en een tweelingzus, Anouk Cremers, die op 15-jarige leeftijd ten overlijden kwam. Als kind was Lindsay altijd jaloers op de band die de tweeling had met elkaar. Ze voelde zich daardoor een buitenstaander, ook omdat ze in leeftijd ouder was. Lindsay probeerde met Anouk een zussenband te creëren en sloot Tim dan weer buiten, maar Anouk liet niet toe dat Tim werd buitengesloten. De ouders van het gezin waren allesbehalve modelouders; ze boden geen structuur, geen regels, en bij onderliggende problemen moesten de kinderen dat zelf oplossen. Toen Anouk overleed, stortte Lieven volledig in en verloor hij zijn zelfbeheersing. Moeder Cremers liet haar gezin in de steek, en Lieven werd herhaaldelijk agressief naar zijn kinderen toe. Dit bracht Tim ertoe vastbesloten te zijn het met zijn eigen kinderen anders aan te pakken. Anno 2024 zoekt Lyn opnieuw contact met haar broer, waardoor Sam ook benieuwd raakt naar Tims familieachtergrond en Lieven contacteert.

## Overlijden Sam De Witte
Lyn vertelt Sam hoe haar zus Anouk echt is gestorven, maar ze krijgen bezoek van haar vader Lieven die door Lyn geprovoceerd wordt om haar aan te vallen met een Engelse sleutel. Sam komt tussenbeide en wordt zelf geraakt. Ze ligt wekenlang in coma en uiteindelijk zeggen de dokters dat de schade te groot is en ze niet meer zal wakker worden. Ondanks het verwoede verzet van Sams biologische moeder Simonne beslissen Tim en Hannah om Sam te laten gaan.